# Les Amis de l'Éléphant
Les Amis de l’Éléphant est une société savante consacrée à la zoologie fondée en 1905. Elle est à ce jour dissoute[Quand ?].

## Histoire
Fondée à l'initiative de Gaston Tournier, le but premier de cette association était d'« endiguer la terrible hécatombe annuelle d’éléphants, réglementer le trafic de l’ivoire et répandre dans nos possessions africaines la domestication de ces proboscidiens parfaitement aptes à rendre d’immenses services dans la colonisation et le portage. »

## Membres
- Jean Ajalbert
- Édouard Allévy
- Noël Auricoste
- Charles Bartaumieux
- Alphonse Bévylle
- Raphaël Blanchard
- Roland Bonaparte
- Gabriel Bonvalot
- Paul Bourdarie
- Maurice Braibant
- Adolphe Brisson
- Joseph Chailley-Bert
- Abel Couvreux
- Yves Delage
- François Deloncle
- Auguste Dorchain
- Pierre Famin
- Albert Gaudry
- Alfred Giard
- Alfred Grandidier
- Emile Gromier
- Jules de Guerne
- Lucien Hubert
- Etienne Hulot
- Antoine Klobukowski
- Émile Levasseur
- Edmond Perrier
- Camille Saint-Saëns
- Justin de Selves
- Madame de Thèbes
- Fanny Vitta